# Roelos de Sayago

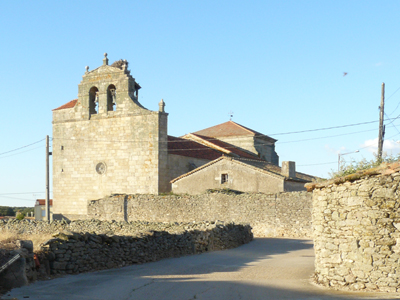
Roelos de Sayago – Iglesia de la Natividad de Nuestra Señora

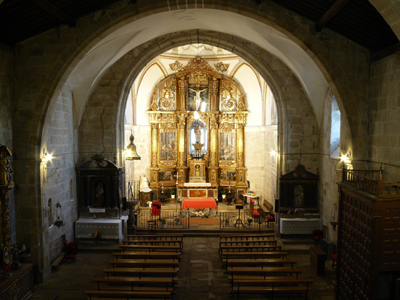
Roelos de Sayago – Altarretabel der Kirche

Roelos de Sayago ist ein nordwestspanischer Ort und eine Gemeinde (municipio) mit nur noch 138 Einwohnern (Stand: 2024) im Süden der Provinz Zamora in der Autonomen Gemeinschaft Kastilien-León.

## Lage und Klima
Der Ort Roelos de Sayago liegt nahe der Almendra-Talsperre in einer Höhe von ca. 760 m im Süden der alten Kulturlandschaft Sayago. Die Provinzhauptstadt Zamora ist gut 52 km (Fahrtstrecke) in nordöstlicher Richtung entfernt. Das gemäßigte Klima wird zeitweise vom Atlantik beeinflusst; Regen (ca. 550 mm/Jahr) fällt vorwiegend im Winterhalbjahr.

## Bevölkerungsentwicklung
| Jahr      | 1857 | 1900 | 1950 | 2000 | 2020 |
| Einwohner | 937  | 876  | 485  | 164  | 145  |

Infolge der Mechanisierung der Landwirtschaft, der Aufgabe von bäuerlichen Kleinbetrieben („Höfesterben“) und der daraus resultierenden Arbeitslosigkeit auf dem Lande ist die Bevölkerung seit Beginn des 20. Jahrhunderts kontinuierlich zurückgegangen.

## Wirtschaft
Die Landwirtschaft, vor allem die Anpflanzung von Oliven-, Weinreben und Obstbäumen sowie die Zucht von Rindern, Schafen und Ziegen, spielt traditionell die größte Rolle im Wirtschaftsleben der Gemeinde. Daneben fungierte der Ort bereits im Mittelalter als Handels-, Handwerks- und Dienstleistungszentrum für die Weiler und Einzelgehöfte in der Region. Im 19. und 20. Jahrhundert wurden bedeutende Kaolinvorkommen entdeckt und ausgebeutet. Einnahmen aus dem Tourismus in Form der Vermietung von als Ferienwohnungen (casas rurales) genutzten leerstehenden Häusern sind seit den 1960er Jahren hinzugekommen.

## Geschichte
Auf dem Gemeindegebiet wurden kupfer- und bronzezeitliche Kleinfunde gemacht. In vorrömischer Zeit siedelten hier Stammesgruppen vom keltischen Volk der Vettonen, die von den Römern im Jahre 193 v. Chr. unterworfen wurden. Aus westgotischer und islamischer Zeit sind keine Funde bekannt. Die Rückeroberung (reconquista) der nur dünn besiedelten und abgelegenen Gebiete im 10. und 11. Jahrhundert verlief weitgehend kampflos; danach begann die Wieder- – oder besser – Neubesiedlung (repoblación) der Region im Auftrag der Könige von León.

## Sehenswürdigkeiten
- Beim Ort Roelos de Sayago stand einst eine mittelalterliche Burg (castillo), von der jedoch nur noch spärliche Ruinen erhalten sind.
- Im Ort stehen noch mehrere Gebäude aus Trockenmauerwerk; außerhalb findet sich eine entsprechende Steinmauer.
- Die einschiffige Iglesia de la Natividad de Nuestra Señora ist dem Fest der Geburt Mariens geweiht. Ihre nur von einem Rundfenster durchbrochene portallose romanische Westfassade wird überragt von einem zweigeteilten frühbarocken Glockengiebel (espadaña) mit Kugelaufsätzen. Die innen und außen deutlich erhöhte und von Strebepfeilern stabilisierte und polygonal gebrochene gotische Apsis hat einen kleinen Erker wie er in der Region des Öfteren vorkommt; im Innern befindet sich ein barockes Altarretabel (retablo).[3]